# Schlomo Ben Mesullam de Piera
Schlomo Ben Mesullam de Piera (1345- Zaragoza, 1420) fue un poeta hebreo nacido en España, nieto del poeta Mesullam Ben Schlomo de Piera.[cita requerida]

## Biografía
Fue secretario de la aljama de Zaragoza; tuvo que marcharse a Castilla, tras los pogromos de 1391 en los que perdió sus bienes y a su familia.[cita requerida] Posteriormente, retornó a Zaragoza, siendo preceptos de los hijos de R. Benvenist Ben Schlomo Ben Labi de la Caballería, siendo Vidal, hijo de éste, su discípulo predilecto, de quien se distanció en 1413 por la conversión de Piera al cristianismo.[cita requerida] Piera tuvo gran prestigio y era el más destacado de los escritores judíos de Zaragoza. La controversia religiosa de Tortosa (1413-14) le influyó decisivamente en su conversión. No obstante, el editor S.Bernstein señala que el judaísmo de Piera se prolongó hasta 1417. En cualquier caso, Piera escribió en hebreo hasta el final de sus días y fue redactor de documentos hebreos en su comunidad. Fue el poeta hebreo más notable del siglo XIV, y tuvo gran predicamento entre los poetas hebreos de Oriente tras la expulsión de éstos de España en 1492, que estimaron el dominio de la técnica y el trasfondo de liturgia y moral de su lírica.[cita requerida]

## Obras
- Imre noás (Palabras del desesperado), diccionario de rimas para inexpertos
- El diván, 360 poemas e himnos religiosos que incluyen epigramas, de influencia árabe y de la lírica de los trovadores